# V386 Большой Медведицы
V386 Большой Медведицы (лат. V386 Ursae Majoris) — двойная затменная переменная звезда типа W Большой Медведицы (EW) в созвездии Большой Медведицы на расстоянии (вычисленном из значения параллакса) приблизительно 4838 световых лет (около 1483 парсеков) от Солнца. Видимая звёздная величина звезды — от +15,84m до +15,49m. Орбитальный период — около 0,2568 суток (6,1622 часов).